# Celestino Sachet
Celestino Sachet (Nova Veneza, 31 de janeiro de 1930) é um advogado e escritor brasileiro.

## Vida
Filho de Antônio Sachet e Madalena Bratti Sachet.

## Carreira
É titular da cadeira 15 da Academia Catarinense de Letras, e membro do Instituto Histórico e Geográfico de Santa Catarina.

## Obras
- Henrique da Silva Fontes. História e Memória. Florianópolis: Insular, 2013.